# Ainol NOVO5
NOVO5是由深圳艾諾電子所研發及生產，使用5吋顯示面板、並採用Android操作系統的平板電腦系列。
NOVO5是2011年上半年上市的普及版，內設256MB RAM，8 GB 內置快閃記憶體，外置microSDHC 插槽，miniUSB接口，及 Wi-Fi (802.11 b/g/n)無線網絡。